# Luis von Ahn

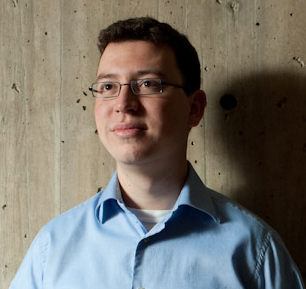
Luis von Ahn

Luis von Ahn (* 19. August 1978 in Guatemala-Stadt) ist ein guatemaltekischer Professor für Informatik an der Carnegie Mellon University in Pittsburgh, Pennsylvania, USA.
Bekannt wurde er vor allem als einer der Gründer des Crowdsourcing, durch die Erfindung des CAPTCHA, die Gründung des später an Google verkauften Unternehmens reCAPTCHA und als Mitgründer von Duolingo.

## Leben und Werk
Ahns Mutter war eine der ersten Frauen in Guatemala, die erfolgreich ein Medizinstudium abgeschlossen haben, und brachte ihn mit 42 Jahren als alleinstehende Mutter zur Welt. Er wuchs in Guatemala-Stadt auf, wo er die amerikanische Schule besuchte. Nach einem Bachelor-Abschluss in Mathematik an der Duke University, im Jahr 2000, promovierte er 2005 an der Carnegie Mellon University bei dem Informatiker Manuel Blum.
Nachdem er sich zunächst mit Kryptographie beschäftigt hatte, prägte von Ahn in seiner Dissertation den Begriff Human Computation, um Methoden zu beschreiben, die mittels der Kombination menschlicher kognitiver Fähigkeiten und Computertechnologie Probleme lösen sollen, wozu weder Mensch noch Maschine alleine fähig wären. Dieses Forschungsfeld beschäftigt ihn bis heute, besonders in Form sogenannter GWAPs (games with a purpose), also Spielen, die mittels human computation Probleme lösen. Bei von Ahns erstem Spiel dieser Art, dem sogenannten Extra Sensory Perception Game, müssen die Mitspieler möglichst schnell Teile von Bildern benennen. Die durch dieses Spiel gewonnenen Daten werden u. a. bei der Google-Bildersuche eingesetzt.
Für seine Forschungen auf den Gebieten CAPTCHA, human-based computation games (Game with a purpose) und menschenbasierte Informationsverarbeitung wurde von Ahn u. a. mit dem MacArthur Fellowship und dem Grace Murray Hopper Award ausgezeichnet. 2018 erhielt er den Lemelson-MIT-Preis. 2023 wurde von Ahn in die National Inventors Hall of Fame aufgenommen.
Seit dem Jahr 2011 arbeitete von Ahn an dem Projekt Duolingo, einem Onlinedienst zum Erlernen von Sprachen. Duolingo wurde am 19. Juni 2012 öffentlich zugänglich gemacht.